# NGC 731
NGC 731 је елиптична галаксија у сазвежђу Кит која се налази на NGC листи објеката дубоког неба.
Деклинација објекта је - 9° 0' 41" а ректасцензија 1h 54m 55,9s. Привидна величина (магнитуда) објекта NGC 731 износи 12,1 а фотографска магнитуда 13,1. NGC 731 је још познат и под ознакама NGC 757, MCG -2-5-73, PGC 7118.